# Crew Dragon Endeavour
Crew Dragon Endeavour (cápsula Dragon C206) es una nave espacial Crew Dragon fabricada y operada por SpaceX y utilizada por el Programa de Tripulación Comercial de la NASA. Se puso en órbita sobre un cohete Falcon 9 el 30 de mayo de 2020 y se acopló con éxito a la Estación Espacial Internacional (ISS) el 31 de mayo de 2020 como parte de la misión Crew Dragon Demo-2; esta fue la primera prueba de vuelo con tripulación de una cápsula Dragon, que transportó a Doug Hurley y Bob Behnken. Es la nave espacial utilizada en el primer vuelo espacial orbital tripulado desde los Estados Unidos desde STS-135 en julio de 2011 y el primer vuelo espacial orbital tripulado por una empresa privada. El 2 de agosto de 2020 regresó a la Tierra. La nave espacial fue nombrada por Hurley y Behnken en honor al Transbordador Espacial Endeavour, a bordo del cual volaron al espacio durante las misiones STS-127 y STS-123, respectivamente. El nombre Endeavour también es compartido por el módulo de comando del Apolo 15.

## Historia
Después del éxito de Crew Dragon Demo-1 con Crew Dragon C204, se planeó originalmente que esa nave espacial se usara para la prueba de suspensión en vuelo de Crew Dragon. Sin embargo, el 20 de abril de 2019, Crew Dragon C204 fue destruido en una explosión durante las pruebas de fuego estático en las instalaciones de Landing Zone 1. El día de la anomalía, la prueba inicial de los propulsores Draco del Crew Dragon fue exitosa, y la explosión ocurrió durante la prueba del sistema de aborto SuperDraco. El Crew Dragon C205, que luego estaba programado para ser utilizado para la misión Demo-2, se utilizó posteriormente para la prueba de aborto en vuelo. Endeavour, entonces, fue asignado a la misión Demo-2, reemplazando a Crew Dragon C205. El 17 de abril de 2020, el administrador de la NASA Jim Bridenstine anunció que la fecha de lanzamiento de la misión Crew Dragon tripulada a la Estación Espacial Internacional sería el 27 de mayo de 2020. Según SpaceX, Endeavour se sometió a pruebas de interferencia electromagnética y completó las pruebas acústicas en febrero de 2020. A principios de abril de 2020, la nave espacial estaba en las instalaciones de procesamiento de SpaceX en la Estación de la Fuerza Espacial de Cabo Cañaveral, Florida, para someterse al procesamiento y las pruebas finales en preparación para el lanzamiento de la Demo-2. Luego fue transportado al Centro Espacial Kennedy, llegando al Complejo de Lanzamiento 39A el 15 de mayo de 2020. Luego, la nave espacial se acopló a un cohete Falcon 9 y se lanzó a la plataforma de lanzamiento el 21 de mayo de 2020, y las pruebas de fuego estático se completaron al día siguiente.

El primer Crew Dragon Endeavour reutilizado de SpaceX, atraca en la Estación Espacial Internacional

Crew Dragon Endeavour, cuyo nombre aún no se ha anunciado, se lanzó con éxito el 30 de mayo de 2020 sobre el cohete el  después de la limpieza del primer intento debido a las malas condiciones climáticas. Los astronautas Bob Behnken y Doug Hurley tripularon la misión Demo-2, marcando el primer lanzamiento tripulado a la Estación Espacial Internacional desde los Estados Unidos desde STS-135 en julio de 2011. La misión estaba destinada a completar la validación de las operaciones de vuelos espaciales tripulados utilizando hardware SpaceX. Si tiene éxito, el vuelo de demostración permitiría la certificación de calificación humana de la nave espacial Crew Dragon, el cohete Falcon 9, el sistema de transporte de la tripulación, la plataforma de lanzamiento y las capacidades de SpaceX. En un recorrido en video por la nave espacial poco después del lanzamiento, Behnken y Hurley revelaron que llamaron a la cápsula Endeavour en honor al Transbordador Espacial Endeavour, la nave espacial en la que ambos volaron por primera vez, en las misiones STS-123 y STS-127, respectivamente, para reconocer el "esfuerzo increíble" que han realizado SpaceX y la NASA. Además, cada miembro de la tripulación trajo un juguete de su familia, en este caso un dinosaurio Apatosaurus llamado "Tremor", un dinosaurio de peluche con lentejuelas y un peluche Ty flippables, continuando la tradición de que los astronautas lleven un juguete de peluche o una baratija a bordo en su nave espacial para que sirva como indicador de gravedad cero cuando se produzca la ingravidez durante los vuelos espaciales. Días después del exitoso lanzamiento, la NASA aprobó a SpaceX la reutilización de naves espaciales probadas en vuelo, lo que indica que el Endeavour podría reutilizarse.
Pasando 19 horas en órbita acercándose a la ISS, Hurley demostró la capacidad de pilotar la nave espacial a través de sus controles de pantalla táctil; al alcanzar una distancia de 220 metros (240,6 yd) desde los puertos de acoplamiento de la ISS, dejó que el programa de acoplamiento automatizado se hiciera cargo. Endeavour atracó con la ISS el 31 de mayo de 2020. Hurley y Behnken se unieron a la tripulación de la Expedición 63 de la ISS, que estaba formada por el astronauta de la NASA Chris Cassidy y los cosmonautas rusos Ivan Vagner y Anatoli Ivanishin. Behnken y Hurley se lanzaron a la ISS por un período de tiempo indeterminado, que dependía de la degradación de la matriz solar del Endeavour, el estado de Crew Dragon Resilience y el clima de la zona de aterrizaje.

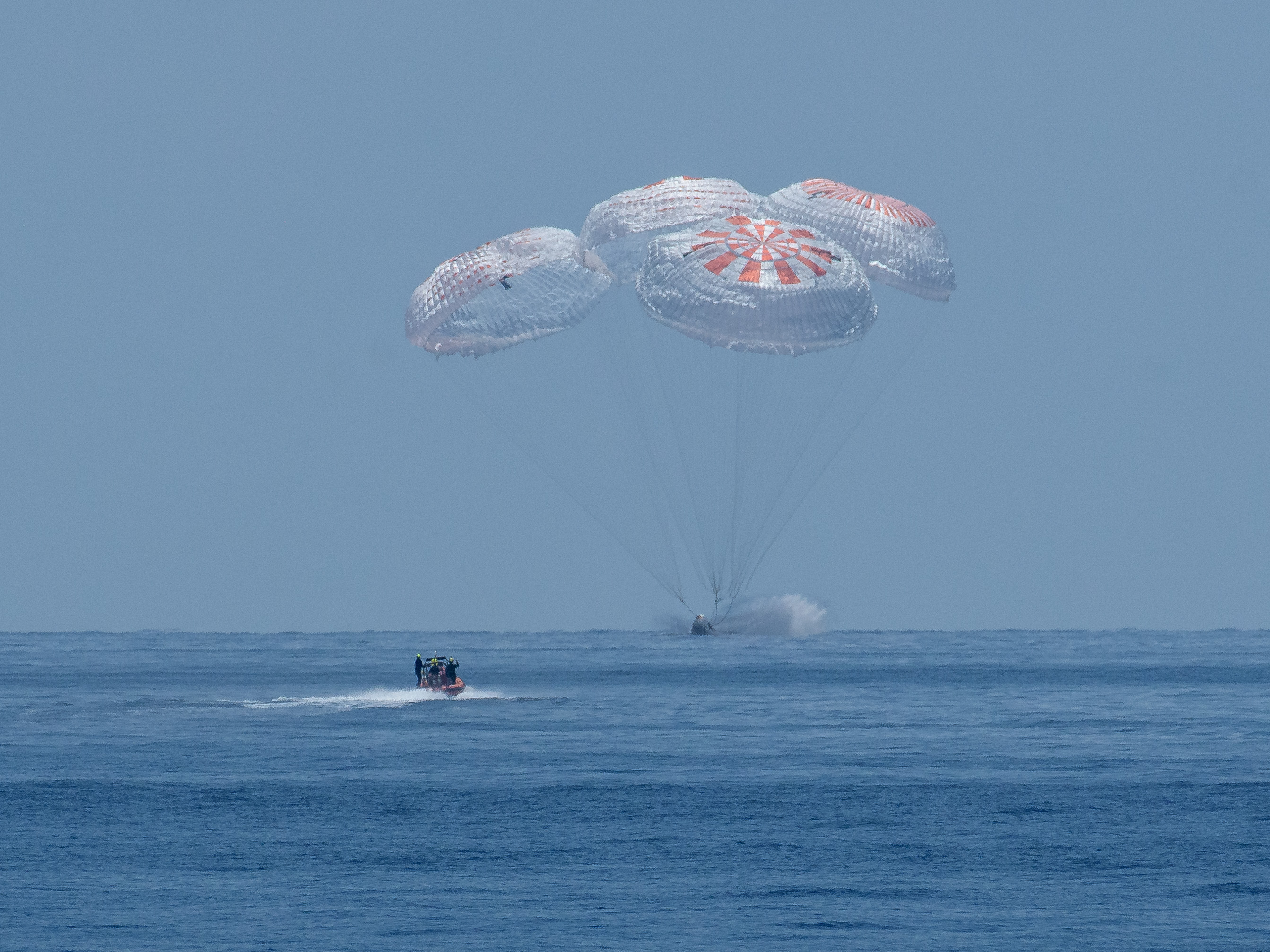
Crew Dragon Endeavour aterrizando en el Golfo de México el 2 de agosto de 2020.

La NASA planeó originalmente el Demo-2 como un breve vuelo de prueba que duraría aproximadamente dos semanas, pero luego decidió extender la misión para abordar el déficit de tripulación en la ISS. Según Ken Bowersox, administrador interino del programa de vuelos espaciales tripulados de la NASA, la nave espacial estaba "funcionando muy bien" y la NASA volvió a planear llevar a la tripulación y al Endeavour a casa a principios de agosto. Cuando el Endeavour regresó, viajó a través de un rápido y ardiente descenso de la atmósfera terrestre y fue frenado por el paracaídas y el conjunto de paracaídas de la cápsula. Salpicó en el Golfo de México, cerca de Pensacola, Florida, donde un bote de recuperación SpaceX llevó a la tripulación y la nave espacial de regreso a la costa.
Bob Behnken y Doug Hurley dejaron un parche Demo-2 en el interior de Endeavour después de su misión. El lunes 1 de marzo Shane Kimbrough dijo que los astronautas Crew-2 mantendrán el nombre "Endeavour" para la nave espacial revelada por Hurley y Behnken poco después de su lanzamiento en mayo pasado.

## Vuelos
Endeavour voló al espacio el 30 de mayo de 2020 en la misión Crew Dragon Demo-2 y regresó a la Tierra el 2 de agosto. La nave espacial estaba clasificada para pasar 119 días en órbita, ya que sus paneles solares tenían menos capacidad que una Crew Dragon de producción completa capaz de permanecer en el espacio hasta 210 días. El asiento de Bob Behnken en Endeavour durante la Demo-2 fue utilizado por su esposa, K. Megan McArthur en la misión SpaceX Crew-2.
| Misión         | Insignia | Fecha de lanzamiento (UTC)       | Fecha de aterrizaje (UTC)     | Tripulación                                                           | Duración                        | Observaciones | Salir             |
| -------------- | -------- | -------------------------------- | ----------------------------- | --------------------------------------------------------------------- | ------------------------------- | --- | ----------------- |
| Demo-2         |          | 30 de mayo de 2020, 19:22:45     | 2 de agosto de 2020, 18:48:06 | - Doug Hurley - Bob Behnken                                           | 63 días                         | El primer vuelo de prueba tripulado de una cápsula Crew Dragon, el primer vuelo espacial orbital tripulado desde suelo estadounidense desde STS-135 en julio de 2011 (en el que Doug Hurley fue el piloto), y el primer vuelo espacial orbital tripulado por una empresa privada. El vuelo se extendió de dos semanas para permitir que la tripulación reforzara la actividad en la ISS antes que la Crew-1, y terminó siendo de más de dos meses. | Éxito             |
| Crew-2         |          | 23 de abril de 2021, 09:49:02    | 9 de noviembre de 2021, 03:33 | - Shane Kimbrough - Megan McArthur - Akihiko Hoshide - Thomas Pesquet | 199 días, 17 horas y 43 minutos | Menos de una semana después del vuelo inaugural del Endeavour, la NASA aprobó que SpaceX lanzara humanos en cápsulas Dragon reutilizadas, portados por cohetes Falcon 9 reutilizados, comenzando con Crew-2. Misión de larga duración a la ISS, tripulación de la Expedición 65. | Éxito             |
| Misión Axiom 1 |          | 8 de abril de 2022               | 25 de abril de 2022.          | - Michael López-Alegría - Larry Connor - Mark Pathy - Eytan Stibbe    | 10 días (planeado) 17 días      | Primer vuelo de Crew Dragon contratado por Axiom Space. Primer vuelo totalmente privado a la ISS, con Michael López-Alegría como astronauta profesional de Axiom, Eytan Stibbe para realizar experimentos educativos para un viaje de 10 días, Larry Connor y Mark Pathy, ambos a la cabeza de empresas de inversión. | Éxito             |
| Crew-6         |          | 2 de marzo de 2023, 05:34:14 UTC | 2023 (planeado)               | - Stephen Bowen - Warren Hoburg - Sultan Al Neyadi - Andrey Fedyaev   | 180 días (planeado)             | Misión de larga duración a la ISS. Transportará a cuatro miembros de la tripulación de la Expedición 69. | Acoplada a la ISS |

## Nota
1. ↑  incluye 1 acoplamiento durante su reubicación de un puerto de acoplamiento ISS a otro